# Moravské Málkovice
Moravské Málkovice település Csehországban, Vyškovi járásban. Moravské Málkovice Prusy-Boškůvky, Švábenice, Orlovice, Rybníček és Medlovice településekkel határos. Lakosainak száma 591 fő (2024. január 1.).

## Népesség
A település lakosságának változását az alábbi diagram mutatja:
| Lakosok száma | 342  | 497  | 629  | 675  | 581  | 539  | 573  | 565  | 583  | 591  |
|               | 1869 | 1890 | 1921 | 1950 | 1980 | 2001 | 2017 | 2019 | 2022 | 2024 |